# Aderus multispinosus
Aderus multispinosus é uma espécie de inseto besouro da família Aderidae. Foi descrita cientificamente por Maurice Pic em 1927.

## Distribuição geográfica
Habita no Vietname.